# Eva-Maria Voigtländer
Eva-Maria Voigtländer (* 1958 in Hannover) ist eine deutsche Dramaturgin, die seit 2015 am Wiener Burgtheater arbeitet.

## Leben
Voigtländer studierte von 1979 bis 1985 Philosophie, Theaterwissenschaft und Neuere Deutsche Literaturwissenschaft in Berlin. Danach wurde sie von dem Intendanten Jürgen Flimm als Dramaturgin ans Thalia Theater in Hamburg engagiert. Von 1991 bis 1992 war sie Dramaturg-in-Residence am Nottingham Playhouse, von 1992 bis 1995 Dramaturgin am Nationaltheater Mannheim und danach fünf Jahre lang am Württembergischen Staatstheater Stuttgart. Im Jahr 2000 war sie  Geschäftsführende Dramaturgin am Deutschen Schauspielhaus in Hamburg.
Ab 2001 arbeitete Voigtländer als freie Dramaturgin und Lektorin – unter anderem für die Schaubühne am Lehniner Platz in Berlin und für das Staatsschauspiel Dresden. Sie war Lektorin und Jurorin der Werkstatttage am Burgtheater in Wien, Dramaturgin bei den Salzburger Festspiele 2005 und 2006, wo sie mit dem Regisseur Dieter Boyer für Ambrosia von Roland Schimmelpfennig zusammenarbeitete. Als Produktionsdramaturgin wurde sie unter anderem von den Regisseuren Martin Kušej, Stephan Kimmig und Ute Rauwald verpflichtet. Kušej engagierte sie für seine Inszenierungen von Horváths Zur schönen Aussicht (2006) und von Ibsens Baumeister Solness (2007) am Deutschen Schauspielhaus Hamburg. Von 2007 bis 2011 arbeitete sie für die Ruhrtriennale, ab 2009 als Chefdramaturgin.
Voigtländer wurde im Oktober 2013 von Intendant Manfred Weber als designierte Chefdramaturgin ans Schauspiel Düsseldorf geholt, kündigte jedoch bereits im April 2014 nach der Entlassung Webers und der Bestellung von Günther Beelitz. Seit 2015 arbeitet sie am Wiener Burgtheater, unter anderem für Produktionen der Regisseure Andreas Kriegenburg und Antú Romero Nunes.
Seit 2000 unterrichtet Voigtländer am Institut für Theater, Musiktheater und Film der Universität Hamburg, jetzt Theaterakademie Hamburg.